# HD 100493
HD 100493，又名CD-39 7175，SAO 222863、HR 4453，是一颗恒星，视星等为5.39，位于銀經287.33，銀緯19.92，其B1900.0坐标为赤經11h 28m 44.7s，赤緯-40° 19.92′ 6″。